# Sveriges damlandslag i curling
Sveriges damlandslag i curling representerar Sverige i curling på damsidan.

## Uttagning

### Före 2011/2012
Fram till säsongen 2010/2011 var kvalificeringsregeln till internationella mästerskap att det lag som vann SM representerade Sverige vid följande EM, medan det lag som vann Elitserien fick delta i VM. Representanten vid OS utsågs av Sveriges Olympiska Kommitté.

### Landslagstruppen (från och med 2011/2012)
Från och med säsongen 2011/2012 representeras Sverige internationellt i EM, VM och OS av något av lagen som ingår i landslagstruppen. För lag finns tre sätt att uppnå en plats i landslagstruppen:
1. Vinnaren av SM erbjuds en plats.
2. Vinnaren av Elitserien erbjuds en plats.
3. Förbundskaptenens val. Det innebär att om förbundskaptenen anser att det finns ytterligare ett lag som inte vann SM eller Elitserien, och som förbundskaptenen anser har mycket stor möjlighet att erövra medalj på nästa EM eller VM, kan detta lag erbjudas en plats.

Även individer kan tas ut till landslagstruppen vilket sker genom uttagning av förbundskaptenen. 
Förbundskaptenen nominerar ett lag ur landslagstruppen till respektive EM, VM och OS baserat på resultat och prestation. Svenska Curlingförbundet fattar beslut om deltagandet i EM och VM medan Sveriges Olympiska Kommitté fattar beslut om OS-deltagandet.

## Landslag genom åren
Tabellen visar alla lag som representerat Sverige i de stora mästerskapen från starten 1975. Placering i fetstil och år inom parentes.
| Debut | Lag         | OS                            | VM                                                                           | EM                                                                                               |
| ----- | ----------- | ----------------------------- | ---------------------------------------------------------------------------- | ------------------------------------------------------------------------------------------------ |
| 1975  | Branäs      |                               |                                                                              | (1976, 1977), (1975)                                                                             |
| 1978  | Arfwidsson  |                               | (1986), 4 (1985)                                                             | (1978), 5 (1985)                                                                                 |
| 1979  | Törn        |                               | (1979)                                                                       | (1979)                                                                                           |
| 1980  | Högström    | 2 DEMO (1988)                 | (1981), (1980, 1982), 6 (1987)                                               | (1980, 1982, 1983, 1988), (1981), 7 (1986)                                                       |
| 1983  | Burman      |                               | 4 (1983)                                                                     |                                                                                                  |
| 1984  | Norberg     | (2006, 2010), · 5 DEMO (1992) | (2005, 2006, 2011), (2001, 2009), · (1988, 1989, 1991, 2003), 6 (2004, 2007) | (2001, 2002, 2003, 2004, 2005, 2007), · (1984, 1987, 2008), · (1989, 1991), 5 (1994, 1998, 2009) |
| 1984  | Meldahl     |                               | 8 (1984)                                                                     |                                                                                                  |
| 1990  | Giesenfeld  |                               | 6 (1990)                                                                     |                                                                                                  |
| 1990  | Lööf        |                               |                                                                              | 6 (1990)                                                                                         |
| 1992  | Gustafson   | (1998), 6 (2002)              | (1992, 1995, 1998, 1999), · (1993, 1994), 5 (2000)                           | (1992, 1993, 1997, 2000), (1996), (1995)                                                         |
| 1996  | Jörnlind    |                               | 8 (1996)                                                                     |                                                                                                  |
| 1997  | C. Norberg  |                               | 5 (1997)                                                                     |                                                                                                  |
| 1999  | Lindahl     |                               |                                                                              | (1999)                                                                                           |
| 2002  | Sigfridsson | (2014)                        | (2002, 2012, 2013), · 5 (2014), 7 (2015), 9 (2016)                           | (2013), (2011), (2012)                                                                           |
| 2006  | Johansson   |                               |                                                                              | 6 (2006)                                                                                         |
| 2008  | Viktorsson  |                               | 6 (2008)                                                                     | (2010)                                                                                           |
| 2010  | Östlund     |                               | 4 (2010)                                                                     | 5 (2015)                                                                                         |
| 2014  | Hasselborg  | (2018), (2022)                | (2018, 2019), 4 (2017, 2023)                                                 | (2018, 2019), (2016, 2017, 2021), 5 (2014, 2022)                                                 |
| 2023  | Wranå       |                               |                                                                              |                                                                                                  |

## År för år
Tabellen visar aktuellt landslag vid varje mästerskap samt placering inom parentes.
| År   | OS                | VM              | EM             |
| ---- | ----------------- | --------------- | -------------- |
| 1975 | –                 | –               | Branäs         |
| 1976 | –                 | –               | Branäs         |
| 1977 | –                 | –               | Branäs         |
| 1978 | –                 | –               | Arfwidsson     |
| 1979 | –                 | Törn            | Törn           |
| 1980 | –                 | Högström        | Högström       |
| 1981 | –                 | Högström        | Högström       |
| 1982 | –                 | Högström        | Högström       |
| 1983 | –                 | Burman (4)      | Högström       |
| 1984 | –                 | Meldahl (8)     | Norberg        |
| 1985 | –                 | Arfwidsson (4)  | Arfwidsson (5) |
| 1986 | –                 | Arfwidsson      | Högström (7)   |
| 1987 | –                 | Högström (6)    | Norberg        |
| 1988 | Högström (2 DEMO) | Norberg         | Högström       |
| 1989 | –                 | Norberg         | Norberg        |
| 1990 | –                 | Giesenfeld (6)  | Lööf (6)       |
| 1991 | –                 | Norberg         | Norberg        |
| 1992 | Norberg (5 DEMO)  | Gustafson       | Gustafson      |
| 1993 | –                 | Gustafson       | Gustafson      |
| 1994 | –                 | Gustafson       | Norberg (5)    |
| 1995 | –                 | Gustafson       | Gustafson      |
| 1996 | –                 | Jörnlind (8)    | Gustafson      |
| 1997 | –                 | C. Norberg (5)  | Gustafson      |
| 1998 | Gustafson         | Gustafson       | Norberg (5)    |
| 1999 | –                 | Gustafson       | Lindahl        |
| 2000 | –                 | Gustafson (5)   | Gustafson      |
| 2001 | –                 | Norberg         | Norberg        |
| 2002 | Gustafson (6)     | Sigfridsson     | Norberg        |
| 2003 | –                 | Norberg         | Norberg        |
| 2004 | –                 | Norberg (6)     | Norberg        |
| 2005 | –                 | Norberg         | Norberg        |
| 2006 | Norberg           | Norberg         | Johansson (6)  |
| 2007 | –                 | Norberg (6)     | Norberg        |
| 2008 | –                 | Viktorsson (6)  | Norberg        |
| 2009 | –                 | Norberg         | Norberg (5)    |
| 2010 | Norberg           | Östlund (4)     | Viktorsson     |
| 2011 | –                 | Norberg         | Sigfridsson    |
| 2012 | –                 | Sigfridsson     | Sigfridsson    |
| 2013 | –                 | Sigfridsson     | Sigfridsson    |
| 2014 | Sigfridsson       | Sigfridsson (5) | Hasselborg (5) |
| 2015 | –                 | Sigfridsson (7) | Östlund (5)    |
| 2016 | –                 | Sigfridsson (9) | Hasselborg     |
| 2017 | –                 | Hasselborg (4)  | Hasselborg     |
| 2018 | Hasselborg        | Hasselborg      | Hasselborg     |
| 2021 | –                 | Hasselborg (4)  |                |
| 2022 | Hasselborg        |                 | Hasselborg (5) |
| 2023 | –                 | Hasselborg (4)  |                |